# Ahmed Qavam
Ahmed Qavam, även känd som Qavam os-Saltaneh, född 1876 i Ashtian, Iran, död 1955 i Teheran, Iran, var en iransk politiker som fem gånger var Irans premiärminister.

## Biografi
Ahmed Qavam föddes i en framstående persisk adelsfamilj från byn Ashtian i den dåvarande delprovinsen Tafresh. Qavam inledde sin karriär som skrivare vid den qajariske kungen Mozaffar od-din Shahs hov. I samband med den konstitutionella revolutionen i Iran erhöll hans titeln os-Saltaneh av shahen. Han steg till posten som justitieminister 1909 och blev inrikesminister året därpå. 1918 utsågs han till guvernör i Khorasanprovinsen och tre år senare nominerades han till premiärminister.
Ahmad Qavam tjänstgjorde som premiärminister under qajarerna åren 1921 och 1922–1923 samt under pahlavidynastin 1942–1943, 1946–1948 och 1952. Han var premiärminister under både Reza Pahlavi och under Mohammad Reza Pahlavi. 
Qavam lyckades få till stånd tillbakadragandet av sovjetiska trupper från regionerna Azarbaijan och Kordestan i nordvästra Iran (och deras pro-sovjetiska regimer) och startade ett sovjetisk-iranskt oljebolag. Petroleumöverenskommelsen väckte emellertid  motstånd i det iranska parlamentet och han lyckades inte vinna ledamöternas stöd vilket han själv var inställd på.
I hans regeringar ingick bland annat ministrar som senare blev premiärministrar, till exempel Ali Amini. 
Ahmad Qavams parti bar namnet "Irans demokratiska parti".

## Galleri

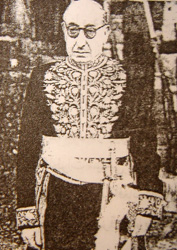
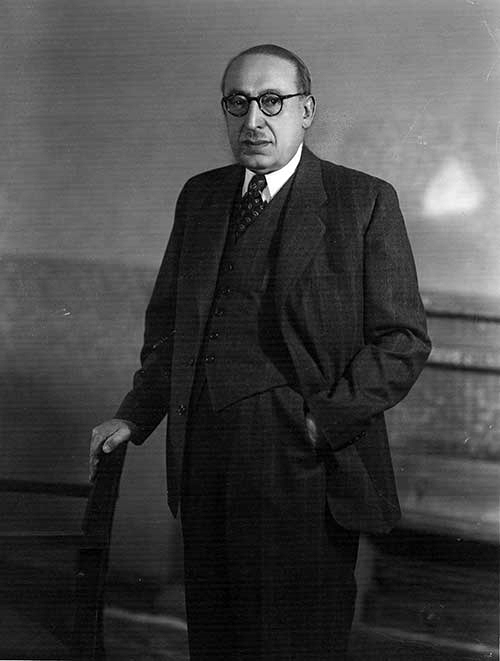